# 拉斯本塔斯和佩尼亚阿吉莱拉
拉斯本塔斯和佩尼亚阿吉莱拉（西班牙語：Las Ventas con Peña Aguilera）是西班牙卡斯蒂利亚-拉曼恰托莱多省的一个市镇。总面积140平方公里，总人口1440人（2001年），人口密度10人/平方公里。